# Saison 5 de Doraemon / Saison 2 de Doraemon (2005)
 (octobre 2014).
Si vous disposez d'ouvrages ou d'articles de référence ou si vous connaissez des sites web de qualité traitant du thème abordé ici, merci de compléter l'article en donnant les références utiles à sa vérifiabilité et en les liant à la section « Notes et références ».
Chronologie
Saison 4 Saison 6
Cet article présente le guide des épisodes de la deuxième saison de l'anime Doraemon (2005).
- En France, 26 épisodes ont été licenciés et diffusés à la télévision jusqu'à ce jour. Selon l'ordre des épisodes en France, elle est la quatrième saison de l'anime Doraemon[1].

## Épisode 1:La prophétie de Doraemon
- France : 5 janvier 2015 sur Boing

## Épisode 2:La petite fille blanche et pure comme un lys
- France : 5 janvier 2015 sur Boing

## Épisode 3:Les ciseaux à ombre
- France : 5 janvier 2015 sur Boing

## Épisode 4:L'exa-pain
- France : 5 janvier 2015 sur Boing

## Épisode 5:La Guerre des antiquités
- France : 6 janvier 2015 sur Boing

## Épisode 6:La flamme des histoires d'horreur
- France : 6 janvier 2015 sur Boing

## Épisode 7:Le carillon des rêves
- France : 7 janvier 2015 sur Boing

## Épisode 8:Le change-express
- France : 7 janvier 2015 sur Boing

## Épisode 9:Courage, ancêtre! (Partie 1)
- France : 8 janvier 2015 sur Boing

## Épisode 10:Courage, ancêtre! (Partie 2)
- France : 8 janvier 2015 sur Boing

## Épisode 11:Les sauterelles du remords
- France : 9 janvier 2015 sur Boing

## Épisode 12:Nobi, l'amoureux de Jaiko
- France : 9 janvier 2015 sur Boing

## Épisode 13:L'ange gardien
- France : 10 janvier 2015 sur Boing

## Épisode 14:Nobi ne retrouve plus le chemin de la maison
- France : 10 janvier 2015 sur Boing

## Épisode 15:Je t'aime! Je t'aime! Je t'aime!
- France : 11 janvier 2015 sur Boing

## Épisode 16:Fais-dodo Dekisugi
- France : 11 janvier 2015 sur Boing

## Épisode 17:Attention! Voilà Masque de Lion
- France : 12 janvier 2015 sur Boing

## Épisode 18:Nobi fugue de la maison pendant très très longtemps
- France : 12 janvier 2015 sur Boing

## Épisode 19:Le poupon de la vérité
- France : 13 janvier 2015 sur Boing

## Épisode 20:La tête de la Gorgone
- France : 13 janvier 2015 sur Boing

## Épisode 21:Le roi du pistolet
- France : 14 janvier 2015 sur Boing

## Épisode 22:La crème du loup-garou
- France : 14 janvier 2015 sur Boing

## Épisode 23:La broche 4 saisons
- France : 15 janvier 2015 sur Boing

## Épisode 24:La fourche des faveurs
- France : 15 janvier 2015 sur Boing

## Épisode 25:La soupe noire
- France : 16 janvier 2015 sur Boing

## Épisode 26:Les bonbons de l'invincibilité
- France : 16 janvier 2015 sur Boing